# Juan Carlos Ferrero
Juan Carlos Ferrero Donat (sinh ngày 12 tháng 2 năm 1980) là cựu vận động viên quần vợt chuyên nghiệp người Tây Ban Nha, anh từng là tay vợt số 1 thế giới và hiện tại là huấn luyện viên. Anh đã giành chức vô địch đơn nam tại Giải quần vợt Pháp Mở rộng 2003, và vào tháng 9 năm đó trở thành tay vợt thứ 21 nắm giữ vị trí số 1 thế giới, vị trí mà anh giữ trong tám tuần. Anh là á quân tại Giải quần vợt Pháp Mở rộng 2002 và Giải quần vợt Mỹ Mở rộng 2003 và đã giành được 16 danh hiệu ATP Tour, bao gồm bốn sự kiện Masters 1000. Anh được đặt biệt danh là "el Mosquito" vì tốc độ và thân hình mảnh khảnh. Ferrero đã quyết định từ giã sự nghiệp quần vợt chuyên nghiệp sau Giải quần vợt Valencia Mở rộng 2012. Sau đó, anh đã huấn luyện Alexander Zverev và hiện tại đang huấn luyện tay vợt từng giữ vị trí số 1 thế giới ATP Carlos Alcaraz.

## Đời tư
Được gọi bằng những biệt danh Juanki, JC và "El Mosquito", Ferrero bắt đầu chơi quần vợt từ năm bảy tuổi với cha mình, Eduardo Ferrero Micó (1943–2022), người thường xuyên đi cùng anh.   Anh có hai chị em gái, Ana và Laura. Anh đã nhắc đến mẹ mình, Rosario, người đã qua đời vì ung thư khi anh mười sáu tuổi, như là nguồn cảm hứng trong suốt sự nghiệp quần vợt của mình.
Ferrero kết hôn với Eva Alonso ở Valencia vào tháng 7 năm 2015. Họ đã có đứa con đầu tiên, một cô con gái, vào tháng 9 năm 2014, và kể từ đó họ đã có thêm hai đứa con nữa.
Vào tháng 7 năm 2007, Ferrero đã mua một ngôi nhà cổ ở Bocairent, phía nam Valencia, và cải tạo nó thành "Khách sạn Ferrero", nơi có 12 phòng khách sang trọng. Anh từng là đồng chủ sở hữu giải đấu Valencia Open cùng với tay vợt David Ferrer. Hiện tại, anh giữ chức vụ Tổng giám đốc điều hành và giám đốc của Học viện quần vợt Ferrero ở Alicante, Villena, nơi anh đã được đào tạo.

## Sự nghiệp
Sinh ở Onteniente anh được biết đến nhiều từ năm 1998 khi anh lọt vào trận chung kết giải trẻ Pháp mở rộng và thua Fernando González.Thành tích tốt nhất của anh là chức vô địch Pháp Mở rộng năm 2003 sau khi đánh bại Martin Verkerk sau 3 sec với tỷ số 6-1,6-3,6-2.

## Chung kết Major

### Chung kết Grand Slam

#### Đơn: 3 (1 danh hiệu, 2 á quân)
| Kết quả | Năm  | Giải đấu    | Mặt sân | Đối thủ        | Tỷ số              |
| ------- | ---- | ----------- | ------- | -------------- | ------------------ |
| Á quân  | 2002 | French Open | Đất nện | Albert Costa   | 1–6, 0–6, 6–4, 3–6 |
| Vô địch | 2003 | French Open | Đất nện | Martin Verkerk | 6–1, 6–3, 6–2      |
| Á quân  | 2003 | US Open     | Cứng    | Andy Roddick   | 3–6, 6–7(2–7), 3–6 |

### Chung kết Masters Series

#### Đơn: 6 (4 danh hiệu, 2 á quân)
| Kết quả | Năm  | Giải đấu        | Mặt sân  | Đối thủ         | Tỷ số                        |
| ------- | ---- | --------------- | -------- | --------------- | ---------------------------- |
| Vô địch | 2001 | Rome            | Đất nện  | Gustavo Kuerten | 3–6, 6–1, 2–6, 6–4, 6–2      |
| Á quân  | 2001 | Hamburg         | Đắt nện  | Albert Portas   | 6–4, 2–6, 6–0, 6–7(5–7), 5–7 |
| Vô địch | 2002 | Monte Carlo     | Đất nện  | Carlos Moyá     | 7–5, 6–3, 6–4                |
| Vô địch | 2003 | Monte Carlo (2) | Đất nện  | Guillermo Coria | 6–2, 6–2                     |
| Vô địch | 2003 | Madrid          | Cứng (i) | Nicolás Massú   | 6–3, 6–4, 6–3                |
| Á quân  | 2006 | Cincinnati      | Cứng     | Andy Roddick    | 3–6, 4–6                     |

### Chung kết Masters Cup

#### Đơn: 1 (1 á quân)
| Kết quả | Năm  | Giải đấu | Mặt sân  | Đối thủ        | Tỷ số                   |
| ------- | ---- | -------- | -------- | -------------- | ----------------------- |
| Á quân  | 2002 | Shanghai | Cứng (i) | Lleyton Hewitt | 5–7, 5–7, 6–2, 6–2, 4–6 |

## Các trận chung kết ATP

### Đơn: 34 (16-18)
| Giải đấu                          |
| --------------------------------- |
| Grand Slam tournaments (1–2)      |
| Year-End Championships (0–1)      |
| ATP World Tour Masters 1000 (4–2) |
| ATP World Tour 500 Series (2–6)   |
| ATP World Tour 250 Series (9–7)   |

| Mặt sân        |
| -------------- |
| Cứng (3–9)     |
| Đất nện (13–9) |
| Cỏ (0–0)       |
| Thảm (0–0)     |

| Kết quả | Thắng-Thua | Ngày                      | Giải đấu                   | Mặt sân  | Đối thủ               | Tỷ số                        |
| ------- | ---------- | ------------------------- | -------------------------- | -------- | --------------------- | ---------------------------- |
| Vô địch | 1.         | ngày 13 tháng 9 năm 1999  | Majorca, Tây Ban Nha       | Đất nện  | Àlex Corretja         | 2–6, 7–5, 6–3                |
| Á quân  | 1.         | ngày 14 tháng 2 năm 2000  | Dubai, UAE                 | Cứng     | Nicolas Kiefer        | 5–7, 6–4, 3–6                |
| Á quân  | 2.         | ngày 24 tháng 4 năm 2000  | Barcelona, Tây Ban Nha     | Đất nện  | Marat Safin           | 3–6, 3–6, 4–6                |
| Vô địch | 2.         | ngày 4 tháng 2 năm 2001   | Dubai, UAE                 | Cứng     | Marat Safin           | 6–2, 3–1 ret.                |
| Vô địch | 3.         | ngày 9 tháng 4 năm 2001   | Estoril, Bồ Đào Nha        | Đất nện  | Felix Mantilla        | 7–6(7–3), 4–6, 6–3           |
| Vô địch | 4.         | ngày 23 tháng 4 năm 2001  | Barcelona, Tây Ban Nha     | Đất nện  | Carlos Moyà           | 4–6, 7–5, 6–3, 3–6, 7–5      |
| Vô địch | 5.         | ngày 7 tháng 5 năm 2001   | Rome, Ý                    | Đất nện  | Gustavo Kuerten       | 3–6, 6–1, 2–6, 6–4, 6–2      |
| Á quân  | 3.         | ngày 21 tháng 5 năm 2001  | Hamburg, Đức               | Đất nện  | Albert Portas         | 6–4, 2–6, 6–0, 6–7(5–7), 5–7 |
| Á quân  | 4.         | ngày 16 tháng 7 năm 2001  | Gstaad, Thụy Sĩ            | Đất nện  | Jiří Novák            | 1–6, 7–6(7–5), 5–7           |
| Vô địch | 6.         | ngày 15 tháng 4 năm 2002  | Monte Carlo, Monaco        | Đất nện  | Carlos Moyà           | 7–5, 6–3, 6–4                |
| Á quân  | 5.         | ngày 10 tháng 6 năm 2002  | Paris, Pháp                | Đất nện  | Albert Costa          | 1–6, 0–6, 6–4, 3–6           |
| Á quân  | 6.         | ngày 29 tháng 7 năm 2002  | Kitzbühel, Áo              | Đất nện  | Àlex Corretja         | 4–6, 1–6, 3–6                |
| Vô địch | 7.         | ngày 23 tháng 9 năm 2002  | Hong Kong, Trung Quốc      | Cứng     | Carlos Moyà           | 6–3, 1–6, 7–6(7–4)           |
| Á quân  | 7.         | ngày 18 tháng 11 năm 2002 | Shanghai, Trung Quốc       | Cứng (i) | Lleyton Hewitt        | 5–7, 5–7, 6–2, 6–2, 4–6      |
| Á quân  | 8.         | ngày 13 tháng 1 năm 2003  | Sydney, Australia          | Cứng     | Lee Hyung-taik        | 6–4, 6–7(6–8), 6–7(4-7)      |
| Vô địch | 8.         | ngày 14 tháng 4 năm 2003  | Monte Carlo, Monaco (2)    | Đất nện  | Guillermo Coria       | 6–2, 6–2                     |
| Vô địch | 9.         | ngày 28 tháng 4 năm 2003  | Valencia, Tây Ban Nha      | Đất nện  | Christophe Rochus     | 6–2, 6–4                     |
| Vô địch | 10.        | ngày 26 tháng 5 năm 2003  | Paris, Pháp                | Đất nện  | Martin Verkerk        | 6–1, 6–3, 6–2                |
| Á quân  | 9.         | ngày 8 tháng 9 năm 2003   | New York City, Mỹ          | Cứng     | Andy Roddick          | 3–6, 6–7(2–7), 3–6           |
| Á quân  | 10.        | ngày 29 tháng 9 năm 2003  | Bangkok, Thái Lan          | Cứng     | Taylor Dent           | 3–6, 6–7(5–7)                |
| Vô địch | 11.        | ngày 13 tháng 10 năm 2003 | Madrid, Tây Ban Nha        | Cứng (i) | Nicolás Massú         | 6–3, 6–4, 6–3                |
| Á quân  | 11.        | ngày 23 tháng 2 năm 2004  | Rotterdam, Hà Lan          | Cứng (i) | Lleyton Hewitt        | 7–6(7–1), 5–7, 4–6           |
| Á quân  | 12.        | ngày 25 tháng 4 năm 2005  | Barcelona, Tây Ban Nha (2) | Đất nện  | Rafael Nadal          | 1–6, 6–7(4–7), 3–6           |
| Á quân  | 13.        | ngày 17 tháng 10 năm 2005 | Vienna, Áo                 | Cứng (i) | Ivan Ljubičić         | 2–6, 4–6, 6–7(5–7)           |
| Á quân  | 14.        | ngày 21 tháng 8 năm 2006  | Cincinnati, Mỹ             | Cứng     | Andy Roddick          | 3–6, 4–6                     |
| Á quân  | 15.        | ngày 19 tháng 2 năm 2007  | Costa do Sauipe, Brazil    | Đất nện  | Guillermo Cañas       | 6–7(4–7), 2–6                |
| Á quân  | 16.        | ngày 12 tháng 1 năm 2008  | Auckland, New Zealand      | Cứng     | Philipp Kohlschreiber | 6–7(4–7), 5–7                |
| Vô địch | 12.        | ngày 12 tháng 4 năm 2009  | Casablanca, Ma Rốc         | Đất nện  | Florent Serra         | 6–4, 7–5                     |
| Á quân  | 17.        | ngày 2 tháng 8 năm 2009   | Umag, Croatia              | Đất nện  | Nikolay Davydenko     | 3–6, 0–6                     |
| Vô địch | 13.        | ngày 14 tháng 2 năm 2010  | Costa do Sauipe, Brazil    | Đất nện  | Łukasz Kubot          | 6–1, 6–0                     |
| Vô địch | 14.        | ngày 21 tháng 2 năm 2010  | Buenos Aires, Argentina    | Đất nện  | David Ferrer          | 5–7, 6–4, 6–3                |
| Á quân  | 18.        | ngày 27 tháng 2 năm 2010  | Acapulco, Mexico           | Đất nện  | David Ferrer          | 3–6, 6–3, 1-6                |
| Vô địch | 15.        | ngày 1 tháng 8 năm 2010   | Umag, Croatia              | Đất nện  | Potito Starace        | 6–4, 6–4                     |
| Vô địch | 16.        | ngày 17 tháng 7 năm 2011  | Stuttgart, Đức             | Đất nện  | Pablo Andújar         | 6–4, 6–0                     |